# Ashikaga Shigeuji
Ashikaga Shigeuji est un nom japonais traditionnel ; le nom de famille (ou le nom d'école), Ashikaga, précède donc le prénom (ou le nom d'artiste).
Ashikaga Shigeuji (足利成氏) (1438?-1497) est un guerrier de l'époque de Muromachi et cinquième et dernier Kantō kubō (représentant du shogun) du Kamakura-fu Quatrième fils du quatrième Kubō Ashikaga Mochiuji, il ne succède à son père qu'en 1449, dix ans après sa mort par seppuku. Son nom de naissance est Eijuō-maru (永寿王丸). Dès le début, son règne est perturbé par les hostilités avec le gouvernement central : il est finalement déposé en 1455 par le shogun Ashikaga Yoshimasa, après quoi il s'enfuit à Koga dans la province de Shimōsa, où il est connu sous le nom Koga kubō. C'est là qu'il règne jusqu'à sa mort en 1497.

## Biographie
Lorsqu'en 1439 le shogun Ashikaga Yoshinori attaque et s'empare de Kamakura, son dirigeant Mochiuji commet seppuku près de l'actuel Zuisen-ji pour éviter d'être capturé. Son fils aîné Yoshihisa, 14 ans à l'époque, est également contraint de se tuer à proximité du Hōkoku-ji. Cependant, ses trois plus jeunes fils s'échappent vers Nikkō et en 1440 sont emmenés par Yūki Ujitomo, chef du clan Yūki, dans son château de Koga de la province de Shimosa où ils survivent. Lorsque plus tard le château de Ujitomo est attaqué par le shogunat, ils s'échappent de nouveau. Deux d'entre eux, Haruō-maru et Yasuō-maru, sont toutefois repris et exécutés, tandis qu'Eijuō-maru survit. Kamakura et la région de Kantō sont alors dirigés au nom du shogunat par le clan Uesugi jusqu'en 1449. Cette année-là, Ōi Mochimitsu, l'oncle d'Eijuō-maru, s'arrange pour le faire nommer au post de Kantō kubō (représentant du shogun dans la région de Kantō), premier Ashikaga à occuper cette fonction depuis la mort de son père dix ans auparavant. À cette occasion, le garçon de 11 ans atteint l'âge adulte et reçoit le caractère Shige (成) pour son nom d'adulte qu'il est sur le point de recevoir du shogun Yoshimasa lui-même (qui l'a pris de son ancien nom, Yoshinari (義成) pour devenir Shigeuji. Le shogun Yoshimasa, qui n'a pas confiance en Shigeuji, nomme son allié Uesugi Noritada kanrei avec pour mission de le tenir informé de ce qui se passe à Kamakura. Les relations entre les deux hommes, déjà difficiles en raison du rôle qu'ont joué les Uesugi à la mort de Mochiuji, sont donc tendues dès le début,. La tension atteint son apogée en 1454 avec l'assassinat par Shigeuji de Noritada, invité à la résidence de Shigeuji où il est tué. Le meurtre précipite la province de Kantō dans le chaos parce que tous les vassaux Uesugi se soulèvent contre Shigeuji. Imagawa Noritada défait Shigeuji, s'empare de Kamakura et en 1455, Shigeuji doit fuir pour la ville amie de Koga où avec le temps, il devient connu comme le Koga kubō. Les Uesugi demandent au shogun Yoshimasa d'envoyer un nouveau kubō pour remplacer Shigeuji et en 1459, Ashikaga Masatomo, le frère du shogun, arrive avec une armée pour pacifier le Kantō. Cependant, de nombreux vassaux restent fidèles à Shigeuji, aussi Masatomo est-il incapable même d'entrer dans Kamakura et doit s'arrêter à Horigoe dans la province d'Izu et devient connu par la suite sous le nom Horigoe Gosho. Le Kantō se retrouve alors avec deux chefs, l'un à Koga et l'autre à Horigoe, aucun des deux n'étant en mesure de diriger. Les Uesugi contrôlent une fois de plus la région.
C'est le début d'une ère appelée époque Sengoku au cours de laquelle le Kantō et Kamakura sont dévastés par une succession de guerres civiles. La guerre continue avec d'un côté Masatomo et les Uesugi, de l'autre Shigeuji et les Chiba, les Utsunomiya, les Oyama et autres clans. En 1471 les forces Uesugi arrivent à Koga et Shigeuji soit s'enfuir à Chiba. Les hostilités cessent seulement en 1482. Shigeuji peut revenir à Koga où il fonde une dynastie et règne jusqu'à sa mort en 1497.